# Battle of Britain Memorial Flight
Der Battle of Britain Memorial Flight ist eine Einheit der Royal Air Force (RAF), die mit ihren historischen Flugzeugen die Erinnerung an die im Jahr 1940 geführte Luftschlacht um England würdigt. Ihr Heimatflughafen ist die Basis RAF Coningsby.

## Geschichte

### Historischer Hintergrund
1940, im Zweiten Weltkrieg, hatte sich für Großbritannien eine prekäre Kriegslage ergeben. Der britische Premierminister Winston Churchill bereitete sein Land am 4. Juni 1940 mit der Rede We Shall Fight on the Beaches darauf vor, gegen deutsche Invasoren (Unternehmen Seelöwe) auf eigenem Boden kämpfen zu müssen. Wiederum Churchill würdigte am 20. August 1940 die wichtige Rolle der am Rande der Erschöpfung kämpfenden Royal Air Force während der Luftschlacht um England: Never was so much owed by so many to so few. („Niemals zuvor hatten so viele so wenigen so viel zu verdanken.“) Der Battle of Britain Memorial Flight soll an die Bedeutung der Royal Air Force erinnern.

### Geschichte
Der Aufbau der Einheit begann im Jahr 1957 unter dem Namen The Historic Aircraft Flight, nachdem der Kommandant der Luftwaffenbasis RAF Biggin Hill das große Interesse der Bevölkerung an historischen Überflügen erkannt hatte. Zur Weiterführung der bisher jährlichen Überflüge beschloss er, dafür weitere Flugzeuge zusammenzuziehen. Zu einem letzten auf Biggin Hill vorhandenen historischen Jagdflugzeug Hawker Hurricane mit dem Kennzeichen LF363 stießen im Jahr 1957 drei Maschinen vom Typ Supermarine Spitfire, die bis zu diesem Zeitpunkt der Wetterbeobachtung gedient hatten. Am 15. September fand der erste Überflug unter dem Namen The Historic Aircraft Flight über London statt.
Im Jahr 1958 wurde der Name in Battle of Britain Flight geändert, unter dem die nächsten zehn Jahre geflogen wurde. Am 1. Juni 1969 fand die Umbenennung auf den heutigen Namen statt. Schließlich erfolgte im Jahr 1973 die Ergänzung der Staffel um den auf der Basis RAF Waddington erhaltenen viermotorigen Langstreckenbomber vom Typ Avro Lancaster, Kennzeichen PA474, mit dem Namen City of Lincoln.
Seit 1976 ist die Einheit in Coningsby, Lincolnshire stationiert.
Am 25. Juli 2023 besuchte König Charles den Memorial Flight, zu diesem Anlass waren 18 Kriegs-Veteranen im Alter von 98 bis 102 Jahre eingeladen worden.

## Flugzeuge

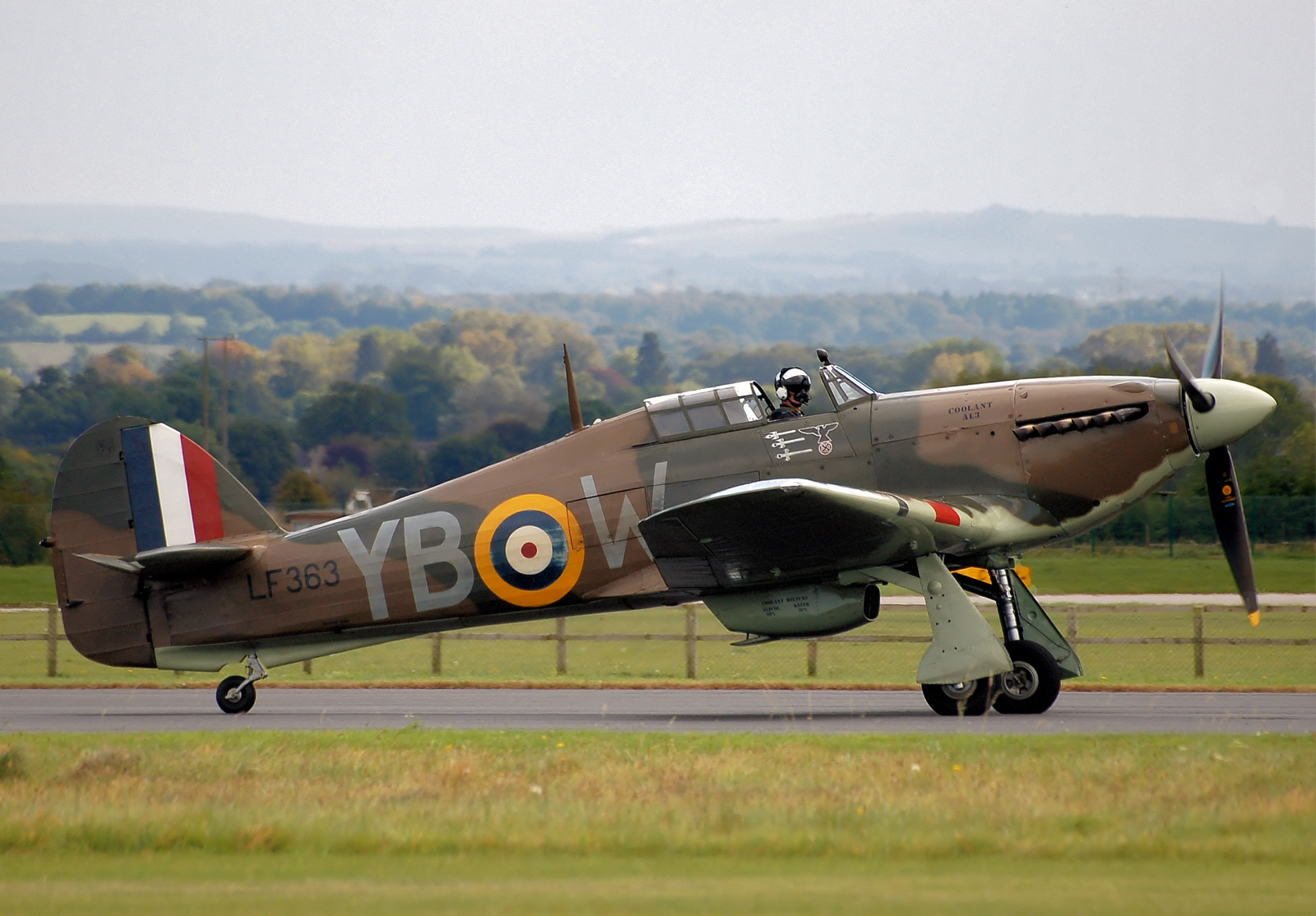
Die Hawker Hurricane LF363, die im Jahr 1957 die letzte flugfähige historische Maschine in Biggin Hill war

In den 2010er-Jahren umfasste der Flugzeugbestand eine Avro Lancaster, eine Douglas C-47 Dakota, sechs Spitfires, zwei Hawker Hurricanes sowie zwei De Havilland Chipmunks aus der Nachkriegszeit zu Trainingszwecken.
Im Jahr 2014 flog die weltweit zweite flugtüchtige Lancaster des Canadian Warplane Heritage Museum in Kanada nach Großbritannien und ermöglichte so für die Zeit eines Sommers Vorbeiflüge von zwei Lancasters in Formation.

## Personal
Die Einheit besteht aus mehr als zwei Dutzend Festangestellten, die für den technischen Unterhalt sowie für die Organisation des Flugdienstes zuständig und Teil der No. 1 Bomber Group der Royal Air Force sind. Bei den Piloten der Flugzeuge handelt es sich um Angehörige von aktiven Staffeln der RAF. In ihrer Freizeit stellen sie die Flüge des Battle of Britain Memorial Flight sicher.

## Öffentliche Zugänglichkeit
Ein kleines Besucherzentrum stellt einige Erinnerungsstücke aus, die frei zu besichtigen sind. Der ebenfalls angebotene Rundgang durch die Flugzeughangars des BBMF ist gebührenpflichtig.